# 隆格诺
隆格诺（法語：Longuenoë）是法国奥恩省的一个旧市镇，属于阿朗松区。2019年，隆格诺与临近的3个市镇合并为新市镇洛雷代库沃。

## 地理
隆格诺（48°31'3"N, 0°4'6"W）面积4.44 平方千米，位于法国诺曼底大区奧恩省，该省份为法国西北部内陆省份，北起顺时针与卡爾瓦多斯省、厄尔省、厄尔-卢瓦省、萨尔特省、马耶讷省和芒什省接壤。
与隆格诺接壤的市镇（或旧市镇、城区）包括：圣迪迪耶苏塞库沃、利韦、拉罗什马比勒、圣埃利耶莱布瓦。

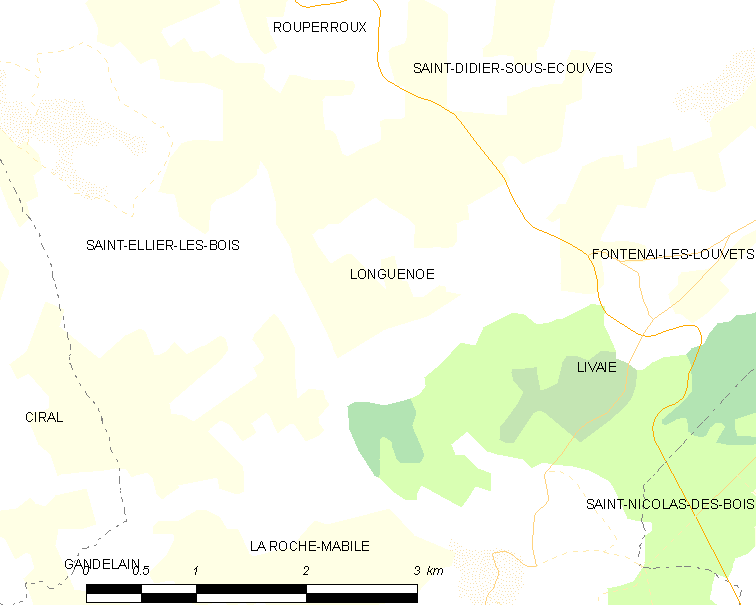
隆格诺的OSM定位图

隆格诺的时区为UTC+01:00、UTC+02:00（夏令时）。

## 行政
隆格诺的邮政编码为61320，INSEE市镇编码为61231。

## 政治
隆格诺所属的省级选区为马尼勒代塞尔县。

## 人口

1962-2008年间隆格诺人口变化图示

隆格诺于2018年1月1日时的人口数量为120人。